# Twee Rivieren
Twee Rivieren è un sobborgo della città di George, situato nella municipalità distrettuale di Eden nella provincia del Capo Occidentale in Sudafrica.
Il centro abitato porta il nome Twee Rivieren ("Due Fiumi" in afrikaans) in virtù della sua peculiare situazione geografica in mezzo a due braccia del fiume Kat.